# 麥克萊恩斯維爾 (北卡羅萊納州)
麥克萊恩斯維爾（英語：McLeansville）是位於美國北卡羅萊納州吉爾福德縣的普查規定居民點。

## 人口
根據2020年美國人口普查的數據，麥克萊恩斯維爾的面積為16.08平方千米，當中陸地面積為15.89平方千米，而水域面積為0.19平方千米。當地共有人口1113人，而人口密度為每平方千米69.22人。